# 2013-as WTA-szezon
A 2013-as WTA-szezon a WTA, azaz a női profi teniszezők nemzetközi szövetsége által megszervezett versenysorozat 2013-as évada volt. A szezon magába foglalta a Nemzetközi Teniszszövetség (ITF) által felügyelt Grand Slam-tornákat, a Premier tornákat (Premier Mandatory, Premier 5, Premier), az International tornákat, az ITF által szervezett Fed-kupát, s a két év végi versenyt, a világbajnokságot és a bajnokok tornáját. 2013-ban a versenynaptár része volt az ITF által szervezett Hopman-kupa is, amelyért azonban ranglistapontok nem jártak.

## Az év kiemelkedő magyar eredményei
Babos Tímea párosban győzött Bogotában, Monterreyben, Marrákesben és Taskentben, döntőt játszott Hobartban. Marosi Katalin párosban döntőt játszott a Portugal Openen.

## Versenynaptár
| Grand Slam-tornák       |
| WTA Premier Mandatory   |
| WTA Premier 5           |
| WTA Premier             |
| WTA International       |
| Évvégi világbajnokságok |
| Csapatversenyek         |

### Január
| Kezdés              | Torna | Bajnokok                                               | Döntősök                              | Elődöntősök                                                    | Negyeddöntősök                                                                              |
| ------------------- | --- | ------------------------------------------------------ | ------------------------------------- | -------------------------------------------------------------- | ------------------------------------------------------------------------------------------- |
| December 31         | Hyundai Hopman Cup Perth, Ausztrália ITF vegyes csapatok bajnoksága $1,000,000 – Kemény (f) – 8 csapat (KM)            | Spanyolország · 2–1                                    | Szerbia                               | Körmérkőzés (A csoport) Ausztrália · Olaszország · Németország | Körmérkőzés (B csoport) Amerikai Egyesült Államok · Dél-afrikai Köztársaság · Franciaország |
| December 31         | Brisbane International Brisbane, Ausztrália WTA Premier $1,000,000 – Kemény – 30S/32Q/16D                              | Serena Williams 6–2, 6–1                               | Anasztaszija Pavljucsenkova           | Viktorija Azaranka Leszja Curenko                              | Kszenyija Pervak Sloane Stephens Angelique Kerber Daniela Hantuchová                        |
| December 31         | Brisbane International Brisbane, Ausztrália WTA Premier $1,000,000 – Kemény – 30S/32Q/16D                              | Bethanie Mattek-Sands Szánija Mirza 4–6, 6–4, [10–7]   | Anna-Lena Grönefeld Květa Peschke     | Viktorija Azaranka Leszja Curenko                              | Kszenyija Pervak Sloane Stephens Angelique Kerber Daniela Hantuchová                        |
| December 31         | ASB Classic Auckland, Új-Zéland WTA International $235,000 – Kemény – 32S/30Q/16D                                      | Agnieszka Radwańska 6–4, 6–4                           | Yanina Wickmayer                      | Jamie Hampton Mona Barthel                                     | Jelena Vesznyina Kiki Bertens Kirsten Flipkens Johanna Larsson                              |
| December 31         | ASB Classic Auckland, Új-Zéland WTA International $235,000 – Kemény – 32S/30Q/16D                                      | Cara Black Anastasia Rodionova 2–6, 6–2, [10–5]        | Julia Görges Jaroszlava Svedova       | Jamie Hampton Mona Barthel                                     | Jelena Vesznyina Kiki Bertens Kirsten Flipkens Johanna Larsson                              |
| December 31         | Shenzhen Open Sencsen, Kína WTA International $500,000 – Kemény – 32S/16Q/16D                                          | Li Na 6–3, 1–6, 7–5                                    | Klára Zakopalová                      | Peng Suaj Monica Niculescu                                     | Bojana Jovanovski Annika Beck Csou Ji-miao Marion Bartoli                                   |
| December 31         | Shenzhen Open Sencsen, Kína WTA International $500,000 – Kemény – 32S/16Q/16D                                          | Csan Hao-csing Csan Jung-zsan 6–0, 7–5                 | Irina Burjacsok Valerija Szolovjeva   | Peng Suaj Monica Niculescu                                     | Bojana Jovanovski Annika Beck Csou Ji-miao Marion Bartoli                                   |
| Január 7            | Apia International Sydney Sydney, Ausztrália WTA Premier $690,000 – Kemény – 30S/48Q/16D                               | Agnieszka Radwańska 6–0, 6–0                           | Dominika Cibulková                    | Li Na Angelique Kerber                                         | Roberta Vinci Madison Keys Sara Errani Szvetlana Kuznyecova                                 |
| Január 7            | Apia International Sydney Sydney, Ausztrália WTA Premier $690,000 – Kemény – 30S/48Q/16D                               | Nagyja Petrova Katarina Srebotnik 6–3, 6–4             | Sara Errani Roberta Vinci             | Li Na Angelique Kerber                                         | Roberta Vinci Madison Keys Sara Errani Szvetlana Kuznyecova                                 |
| Január 7            | Moorilla Hobart International Hobart, Ausztrália WTA International $235,000 – Kemény – 32S/32Q/16D                     | Jelena Vesznyina 6–3, 6–4                              | Mona Barthel                          | Kirsten Flipkens Sloane Stephens                               | Monica Niculescu Cvetana Pironkova Jarmila Gajdošová Lauren Davis                           |
| Január 7            | Moorilla Hobart International Hobart, Ausztrália WTA International $235,000 – Kemény – 32S/32Q/16D                     | Garbiñe Muguruza María Teresa Torró Flor 6–3, 7–6(7–5) | Babos Tímea Mandy Minella             | Kirsten Flipkens Sloane Stephens                               | Monica Niculescu Cvetana Pironkova Jarmila Gajdošová Lauren Davis                           |
| Január 14 Január 21 | Australian Open Melbourne, Ausztrália Grand Slam $13,712,772 – Kemény – 128S/96Q/64D/32X egyéni – páros – vegyes páros | Viktorija Azaranka 4–6, 6–4, 6–3                       | Li Na                                 | Sloane Stephens Marija Sarapova                                | Szvetlana Kuznyecova Serena Williams Agnieszka Radwańska Jekatyerina Makarova               |
| Január 14 Január 21 | Australian Open Melbourne, Ausztrália Grand Slam $13,712,772 – Kemény – 128S/96Q/64D/32X egyéni – páros – vegyes páros | Sara Errani Roberta Vinci 6–2, 3–6, 6–2                | Ashleigh Barty Casey Dellacqua        | Sloane Stephens Marija Sarapova                                | Szvetlana Kuznyecova Serena Williams Agnieszka Radwańska Jekatyerina Makarova               |
| Január 14 Január 21 | Australian Open Melbourne, Ausztrália Grand Slam $13,712,772 – Kemény – 128S/96Q/64D/32X egyéni – páros – vegyes páros | Jarmila Gajdošová Matthew Ebden 6–3, 7–5               | Lucie Hradecká František Čermák       | Sloane Stephens Marija Sarapova                                | Szvetlana Kuznyecova Serena Williams Agnieszka Radwańska Jekatyerina Makarova               |
| Január 28           | Open GDF Suez Párizs, Franciaország WTA Premier $690,000 – Kemény (f) – 30S/32Q/16D                                    | Mona Barthel 7–5, 7–6(7–4)                             | Sara Errani                           | Kiki Bertens Kristina Mladenovic                               | Carla Suárez Navarro Lucie Šafářová Marion Bartoli Petra Kvitová                            |
| Január 28           | Open GDF Suez Párizs, Franciaország WTA Premier $690,000 – Kemény (f) – 30S/32Q/16D                                    | Sara Errani Roberta Vinci 6–1, 6–1                     | Andrea Hlaváčková Liezel Huber        | Kiki Bertens Kristina Mladenovic                               | Carla Suárez Navarro Lucie Šafářová Marion Bartoli Petra Kvitová                            |
| Január 28           | PTT Pattaya Open Pattaja, Thaiföld WTA International $235,000 – Kemény – 32S/16Q/16D                                   | Marija Kirilenko 5–7, 6–1, 7–6(7–1)                    | Sabine Lisicki                        | Nyina Bratcsikova Sorana Cîrstea                               | Morita Ajumi Marina Eraković Anastasija Sevastova Jelena Vesznyina                          |
| Január 28           | PTT Pattaya Open Pattaja, Thaiföld WTA International $235,000 – Kemény – 32S/16Q/16D                                   | Date Kimiko Casey Dellacqua 6–3, 6–2                   | Akgul Amanmuradova Alekszandra Panova | Nyina Bratcsikova Sorana Cîrstea                               | Morita Ajumi Marina Eraković Anastasija Sevastova Jelena Vesznyina                          |

### Február
| Kezdés     | Torna | Bajnokok                                                                                    | Döntősök                                                                          | Elődöntősök                              | Negyeddöntősök                                                                   |
| ---------- | --- | ------------------------------------------------------------------------------------------- | --------------------------------------------------------------------------------- | ---------------------------------------- | -------------------------------------------------------------------------------- |
| Február 4  | Fed-kupa negyeddöntők Ostrava, Csehország – Kemény (f) Rimini, Olaszország – Salak (vörös) (f) Moszkva , Oroszország – Kemény (f) Niš, Szerbia – Kemény (f) | A negyeddöntők győztesei Csehország 4–0 · Olaszország 3–2 · Oroszország 3–2 · Szlovákia 3–2 | A negyeddöntők vesztesei Ausztrália · Amerikai Egyesült Államok · Japán · Szerbia |                                          |                                                                                  |
| Február 11 | Qatar Total Open Doha, Qatar WTA Premier 5 $2,369,000 – Kemény – 56S/32Q/16D                                                                                | Viktorija Azaranka 7–6(8–6), 2–6, 6–3                                                       | Serena Williams                                                                   | Agnieszka Radwańska Marija Sarapova      | Sara Errani Caroline Wozniacki Samantha Stosur Petra Kvitová                     |
| Február 11 | Qatar Total Open Doha, Qatar WTA Premier 5 $2,369,000 – Kemény – 56S/32Q/16D                                                                                | Sara Errani Roberta Vinci 2–6, 6–3, [10–6]                                                  | Nagyja Petrova Katarina Srebotnik                                                 | Agnieszka Radwańska Marija Sarapova      | Sara Errani Caroline Wozniacki Samantha Stosur Petra Kvitová                     |
| Február 18 | Dubai Duty Free Tennis Championships Dubaj, Egyesült Arab Emírségek WTA Premier $2,000,000 – Kemény – 28S/32Q/16D                                           | Petra Kvitová 6–2, 1–6, 6–1                                                                 | Sara Errani                                                                       | Roberta Vinci Caroline Wozniacki         | Nagyja Petrova Samantha Stosur Agnieszka Radwańska Marion Bartoli                |
| Február 18 | Dubai Duty Free Tennis Championships Dubaj, Egyesült Arab Emírségek WTA Premier $2,000,000 – Kemény – 28S/32Q/16D                                           | Bethanie Mattek-Sands Szánija Mirza 6–4, 2–6, [10–7]                                        | Nagyja Petrova Katarina Srebotnik                                                 | Roberta Vinci Caroline Wozniacki         | Nagyja Petrova Samantha Stosur Agnieszka Radwańska Marion Bartoli                |
| Február 18 | Copa Colsanitas Bogotá, Kolumbia WTA International $235,000 – Salak (vörös) – 32S/32Q/16D                                                                   | Jelena Janković 6–1, 6–2                                                                    | Paula Ormaechea                                                                   | Karin Knapp Teliana Pereira              | Alexandra Cadanțu Lara Arruabarrena Vecino María Teresa Torró Flor Mandy Minella |
| Február 18 | Copa Colsanitas Bogotá, Kolumbia WTA International $235,000 – Salak (vörös) – 32S/32Q/16D                                                                   | Babos Tímea Mandy Minella 6–4, 6–3                                                          | Eva Birnerová Alekszandra Panova                                                  | Karin Knapp Teliana Pereira              | Alexandra Cadanțu Lara Arruabarrena Vecino María Teresa Torró Flor Mandy Minella |
| Február 18 | U.S. National Indoor Tennis Championships Memphis, Amerikai Egyesült Államok WTA International $235,000 – Kemény (f) – 32S/16Q/16D                          | Marina Eraković 6–1, feladta                                                                | Sabine Lisicki                                                                    | Magdaléna Rybáriková Stefanie Vögele     | Kirsten Flipkens Kristina Mladenovic Heather Watson Jamie Hampton                |
| Február 18 | U.S. National Indoor Tennis Championships Memphis, Amerikai Egyesült Államok WTA International $235,000 – Kemény (f) – 32S/16Q/16D                          | Kristina Mladenovic Galina Voszkobojeva 7–6(7–5), 6–3                                       | Sofia Arvidsson Johanna Larsson                                                   | Magdaléna Rybáriková Stefanie Vögele     | Kirsten Flipkens Kristina Mladenovic Heather Watson Jamie Hampton                |
| Február 25 | Abierto Mexicano Telcel Acapulco, Mexikó WTA International $235,000 – Salak (vörös) – 32S/32Q/16D                                                           | Sara Errani 6–0, 6–4                                                                        | Carla Suárez Navarro                                                              | Alizé Cornet Sílvia Soler Espinosa       | Kiki Bertens Lourdes Domínguez Lino Karin Knapp Francesca Schiavone              |
| Február 25 | Abierto Mexicano Telcel Acapulco, Mexikó WTA International $235,000 – Salak (vörös) – 32S/32Q/16D                                                           | Lourdes Domínguez Lino Arantxa Parra Santonja 6–4, 7–6(7–1)                                 | Catalina Castaño Mariana Duque Mariño                                             | Alizé Cornet Sílvia Soler Espinosa       | Kiki Bertens Lourdes Domínguez Lino Karin Knapp Francesca Schiavone              |
| Február 25 | Malaysian Open Kuala Lumpur, Malajzia WTA International $235,000 – Kemény – 32S/32Q/16D                                                                     | Karolína Plíšková 1–6, 7–5, 6–3                                                             | Bethanie Mattek-Sands                                                             | Morita Ajumi Anasztaszija Pavljucsenkova | Patricia Mayr-Achleitner Luksika Kumkhum Ashleigh Barty Hszie Su-vej             |
| Február 25 | Malaysian Open Kuala Lumpur, Malajzia WTA International $235,000 – Kemény – 32S/32Q/16D                                                                     | Aojama Suko Csang Kaj-csen 6–7(4–7), 7–6(7–4), [14–12]                                      | Janette Husárová Csang Suaj                                                       | Morita Ajumi Anasztaszija Pavljucsenkova | Patricia Mayr-Achleitner Luksika Kumkhum Ashleigh Barty Hszie Su-vej             |
| Február 25 | WTA Brasil Open Florianópolis, Brazília WTA International $235,000 – Kemény – 32S/32Q/16D                                                                   | Monica Niculescu 6–2, 4–6, 6–4                                                              | Olga Pucskova                                                                     | Venus Williams Kristina Mladenovic       | Magdaléna Rybáriková Jana Čepelová Babos Tímea Czink Melinda                     |
| Február 25 | WTA Brasil Open Florianópolis, Brazília WTA International $235,000 – Kemény – 32S/32Q/16D                                                                   | Anabel Medina Garrigues Jaroszlava Svedova 6–0, 6–4                                         | Anne Keothavong Valerija Szavinih                                                 | Venus Williams Kristina Mladenovic       | Magdaléna Rybáriková Jana Čepelová Babos Tímea Czink Melinda                     |

### Március
| Kezdés                | Torna | Bajnokok                                               | Döntősök                          | Elődöntősök                         | Negyeddöntősök                                               |
| --------------------- | --- | ------------------------------------------------------ | --------------------------------- | ----------------------------------- | ------------------------------------------------------------ |
| Március 4 Március 11  | BNP Paribas Open Indian Wells, Amerikai Egyesült Államok WTA Premier Mandatory $5,185,625 – Kemény – 96S/48Q/32D | Marija Sarapova 6–2, 6–2                               | Caroline Wozniacki                | Angelique Kerber Marija Kirilenko   | Viktorija Azaranka Samantha Stosur Petra Kvitová Sara Errani |
| Március 4 Március 11  | BNP Paribas Open Indian Wells, Amerikai Egyesült Államok WTA Premier Mandatory $5,185,625 – Kemény – 96S/48Q/32D | Jekatyerina Makarova Jelena Vesznyina 6–0, 5–7, [10–6] | Nagyja Petrova Katarina Srebotnik | Angelique Kerber Marija Kirilenko   | Viktorija Azaranka Samantha Stosur Petra Kvitová Sara Errani |
| Március 18 Március 25 | Sony Open Tennis Miami, Amerikai Egyesült Államok WTA Premier Mandatory $5,185,625 – Kemény – 96S/48Q/32D        | Serena Williams 4–6, 6–3, 6–0                          | Marija Sarapova                   | Agnieszka Radwańska Jelena Janković | Li Na Kirsten Flipkens Sara Errani Roberta Vinci             |
| Március 18 Március 25 | Sony Open Tennis Miami, Amerikai Egyesült Államok WTA Premier Mandatory $5,185,625 – Kemény – 96S/48Q/32D        | Nagyja Petrova Katarina Srebotnik 6–1, 7–6(7–2)        | Lisa Raymond Laura Robson         | Agnieszka Radwańska Jelena Janković | Li Na Kirsten Flipkens Sara Errani Roberta Vinci             |

### Április
| Kezdés     | Torna | Bajnokok                                                 | Döntősök                                      | Elődöntősök                            | Negyeddöntősök                                                      |
| ---------- | --- | -------------------------------------------------------- | --------------------------------------------- | -------------------------------------- | ------------------------------------------------------------------- |
| Április 1  | Family Circle Cup Charleston, Amerikai Egyesült Államok WTA Premier $795,707 – Salak (zöld) – 56S/48Q/16D              | Serena Williams 3–6, 6–0, 6–2                            | Jelena Janković                               | Venus Williams Stefanie Vögele         | Lucie Šafářová Madison Keys Eugenie Bouchard Caroline Wozniacki     |
| Április 1  | Family Circle Cup Charleston, Amerikai Egyesült Államok WTA Premier $795,707 – Salak (zöld) – 56S/48Q/16D              | Kristina Mladenovic Lucie Šafářová 6–3, 7–6(8–6)         | Andrea Hlaváčková Liezel Huber                | Venus Williams Stefanie Vögele         | Lucie Šafářová Madison Keys Eugenie Bouchard Caroline Wozniacki     |
| Április 1  | Monterrey Open Monterrey, Mexikó WTA International $235,000 – Kemény – 32S/32Q/16D                                     | Anasztaszija Pavljucsenkova 4–6, 6–2, 6–4                | Angelique Kerber                              | Marija Kirilenko Monica Niculescu      | Morita Ajumi Urszula Radwańska Babos Tímea Lauren Davis             |
| Április 1  | Monterrey Open Monterrey, Mexikó WTA International $235,000 – Kemény – 32S/32Q/16D                                     | Babos Tímea Date Kimiko 6–1, 6–4                         | Eva Birnerová Tamarine Tanasugarn             | Marija Kirilenko Monica Niculescu      | Morita Ajumi Urszula Radwańska Babos Tímea Lauren Davis             |
| Április 8  | Katowice Open Katowice, Lengyelország WTA International $235,000 – Salak (vörös) (f) – 32S/32Q/16D                     | Roberta Vinci 7–6(7–2), 6–1                              | Petra Kvitová                                 | Alexandra Cadanțu Annika Beck          | Petra Martić Sahar Peér Maria Elena Camerin Karolína Plíšková       |
| Április 8  | Katowice Open Katowice, Lengyelország WTA International $235,000 – Salak (vörös) (f) – 32S/32Q/16D                     | Lara Arruabarrena Lourdes Domínguez Lino 6–4, 7–5        | Raluca Olaru Valerija Szolovjeva              | Alexandra Cadanțu Annika Beck          | Petra Martić Sahar Peér Maria Elena Camerin Karolína Plíšková       |
| Április 15 | Fed-kupa elődöntők Palermo, Olaszország – Salak Moszkva , Oroszország – Kemény (f)                                     | Az elődöntők győztesei Olaszország 3–1 · Oroszország 3–2 | Az elődöntők vesztesei Csehország · Szlovákia |                                        |                                                                     |
| Április 22 | Porsche Tennis Grand Prix Stuttgart, Németország WTA Premier $795,707 – Salak (vörös) (f) – 28S/32Q/16D                | Marija Sarapova 6–4, 6–3                                 | Li Na                                         | Angelique Kerber Bethanie Mattek-Sands | Ana Ivanović Jaroszlava Svedova Sabine Lisicki Petra Kvitová        |
| Április 22 | Porsche Tennis Grand Prix Stuttgart, Németország WTA Premier $795,707 – Salak (vörös) (f) – 28S/32Q/16D                | Mona Barthel Sabine Lisicki 6–4, 7–5                     | Bethanie Mattek-Sands Szánija Mirza           | Angelique Kerber Bethanie Mattek-Sands | Ana Ivanović Jaroszlava Svedova Sabine Lisicki Petra Kvitová        |
| Április 22 | Grand Prix de SAR La Princesse Lalla Meryem Marrákes, Marokkó WTA International $235,000 – Salak (vörös) – 32S/32Q/16D | Francesca Schiavone 6–1, 6–3                             | Lourdes Domínguez Lino                        | Mandy Minella Chanelle Scheepers       | Kiki Bertens Sílvia Soler Espinosa Alizé Cornet Kristina Mladenovic |
| Április 22 | Grand Prix de SAR La Princesse Lalla Meryem Marrákes, Marokkó WTA International $235,000 – Salak (vörös) – 32S/32Q/16D | Babos Tímea Mandy Minella 6–3, 6–1                       | Petra Martić Kristina Mladenovic              | Mandy Minella Chanelle Scheepers       | Kiki Bertens Sílvia Soler Espinosa Alizé Cornet Kristina Mladenovic |
| Április 29 | Portugal Open Oeiras, Portugália WTA International $235,000 – Salak (vörös) – 32S/32Q/16D                              | Anasztaszija Pavljucsenkova 7–5, 6–2                     | Carla Suárez Navarro                          | Romina Oprandi Kaia Kanepi             | Szvetlana Kuznyecova Jelena Vesznyina Mónica Puig Morita Ajumi      |
| Április 29 | Portugal Open Oeiras, Portugália WTA International $235,000 – Salak (vörös) – 32S/32Q/16D                              | Csan Hao-csing Kristina Mladenovic 7–6(7–3), 6–2         | Darija Jurak Marosi Katalin                   | Romina Oprandi Kaia Kanepi             | Szvetlana Kuznyecova Jelena Vesznyina Mónica Puig Morita Ajumi      |

### Május
| Kezdés            | Torna | Bajnokok                                            | Döntősök                          | Elődöntősök                      | Negyeddöntősök                                                            |
| ----------------- | --- | --------------------------------------------------- | --------------------------------- | -------------------------------- | ------------------------------------------------------------------------- |
| Május 6           | Madrid Masters Madrid, Spanyolország WTA Premier Mandatory €4,033,254 – Salak (vörös) – 64S/32Q/28D                         | Serena Williams 6–1, 6–4                            | Marija Sarapova                   | Sara Errani Ana Ivanović         | Anabel Medina Garrigues Jekatyerina Makarova Angelique Kerber Kaia Kanepi |
| Május 6           | Madrid Masters Madrid, Spanyolország WTA Premier Mandatory €4,033,254 – Salak (vörös) – 64S/32Q/28D                         | Anasztaszija Pavljucsenkova Lucie Šafářová 6–2, 6–4 | Cara Black Marina Eraković        | Sara Errani Ana Ivanović         | Anabel Medina Garrigues Jekatyerina Makarova Angelique Kerber Kaia Kanepi |
| Május 13          | Rome Masters Róma, Olaszország WTA Premier 5 $2,369,000 – Salak (vörös) – 56S/32Q/28D                                       | Serena Williams 6–1, 6–3                            | Viktorija Azaranka                | Simona Halep Sara Errani         | Carla Suárez Navarro Jelena Janković Samantha Stosur Marija Sarapova      |
| Május 13          | Rome Masters Róma, Olaszország WTA Premier 5 $2,369,000 – Salak (vörös) – 56S/32Q/28D                                       | Hszie Su-vej Peng Suaj 4–6, 6–3, [10–8]             | Sara Errani Roberta Vinci         | Simona Halep Sara Errani         | Carla Suárez Navarro Jelena Janković Samantha Stosur Marija Sarapova      |
| Május 20          | Brussels Open Brüsszel, Belgium WTA Premier $690,000 – Salak (vörös) – 30S/32Q/16D                                          | Kaia Kanepi 6–2, 7–5                                | Peng Suaj                         | Romina Oprandi Jamie Hampton     | Cseng Csie Sloane Stephens Varvara Lepchenko Roberta Vinci                |
| Május 20          | Brussels Open Brüsszel, Belgium WTA Premier $690,000 – Salak (vörös) – 30S/32Q/16D                                          | Anna-Lena Grönefeld Květa Peschke 6–0, 6–3          | Gabriela Dabrowski Sahar Peér     | Romina Oprandi Jamie Hampton     | Cseng Csie Sloane Stephens Varvara Lepchenko Roberta Vinci                |
| Május 20          | Internationaux de Strasbourg Strasbourg, Franciaország WTA International $235,000 – Salak (vörös) – 32S/32Q/16D             | Alizé Cornet 7–6(7–4), 6–0                          | Lucie Hradecká                    | Eugenie Bouchard Flavia Pennetta | Ana Tatisvili Chanelle Scheepers Doi Miszaki Johanna Larsson              |
| Május 20          | Internationaux de Strasbourg Strasbourg, Franciaország WTA International $235,000 – Salak (vörös) – 32S/32Q/16D             | Date Kimiko Chanelle Scheepers 6–4, 3–6, [14–12]    | Cara Black Marina Eraković        | Eugenie Bouchard Flavia Pennetta | Ana Tatisvili Chanelle Scheepers Doi Miszaki Johanna Larsson              |
| Május 27 Június 3 | Roland Garros Párizs, Franciaország Grand Slam $12,957,474 – Salak (vörös) – 128S/96Q/64D/32X egyéni – páros – vegyes páros | Serena Williams 6–4, 6–4                            | Marija Sarapova                   | Sara Errani Viktorija Azaranka   | Szvetlana Kuznyecova Agnieszka Radwańska Marija Kirilenko Jelena Janković |
| Május 27 Június 3 | Roland Garros Párizs, Franciaország Grand Slam $12,957,474 – Salak (vörös) – 128S/96Q/64D/32X egyéni – páros – vegyes páros | Jekatyerina Makarova Jelena Vesznyina 7–5, 6–2      | Sara Errani Roberta Vinci         | Sara Errani Viktorija Azaranka   | Szvetlana Kuznyecova Agnieszka Radwańska Marija Kirilenko Jelena Janković |
| Május 27 Június 3 | Roland Garros Párizs, Franciaország Grand Slam $12,957,474 – Salak (vörös) – 128S/96Q/64D/32X egyéni – páros – vegyes páros | Lucie Hradecká František Čermák 1–6, 6–4, [10–5]    | Kristina Mladenovic Daniel Nestor | Sara Errani Viktorija Azaranka   | Szvetlana Kuznyecova Agnieszka Radwańska Marija Kirilenko Jelena Janković |

### Június
| Kezdés             | Torna | Bajnokok                                                         | Döntősök                                  | Elődöntősök                           | Negyeddöntősök                                                        |
| ------------------ | --- | ---------------------------------------------------------------- | ----------------------------------------- | ------------------------------------- | --------------------------------------------------------------------- |
| Június 10          | AEGON Classic Birmingham, Egyesült Királyság WTA International $235,000 – Fű – 56S/32Q/16D                                             | Daniela Hantuchová 7–6(7–5), 6–4                                 | Donna Vekić                               | Magdaléna Rybáriková Alison Riske     | Madison Keys Sorana Cîrstea Sabine Lisicki Francesca Schiavone        |
| Június 10          | AEGON Classic Birmingham, Egyesült Királyság WTA International $235,000 – Fű – 56S/32Q/16D                                             | Ashleigh Barty Casey Dellacqua 7–5, 6–4                          | Cara Black Marina Eraković                | Magdaléna Rybáriková Alison Riske     | Madison Keys Sorana Cîrstea Sabine Lisicki Francesca Schiavone        |
| Június 10          | Nuremberg Cup Nürnberg, Németország WTA International $235,000 – Salak (vörös) – 32S/16Q/16D                                           | Simona Halep 6–3, 6–3                                            | Andrea Petković                           | Jelena Janković Lucie Šafářová        | Lourdes Domínguez Lino Annika Beck Galina Voszkobojeva Polona Hercog  |
| Június 10          | Nuremberg Cup Nürnberg, Németország WTA International $235,000 – Salak (vörös) – 32S/16Q/16D                                           | Raluca Olaru Valerija Szolovjeva 2–6, 7–6(7–3), [11–9]           | Anna-Lena Grönefeld Květa Peschke         | Jelena Janković Lucie Šafářová        | Lourdes Domínguez Lino Annika Beck Galina Voszkobojeva Polona Hercog  |
| Június 17          | AEGON International Eastbourne, Egyesült Királyság WTA Premier $690,000 – Fű – 32S/32Q/16D                                             | Jelena Vesznyina 6–2, 6–1                                        | Jamie Hampton                             | Caroline Wozniacki Yanina Wickmayer   | Lucie Šafářová Jekatyerina Makarova Marija Kirilenko Li Na            |
| Június 17          | AEGON International Eastbourne, Egyesült Királyság WTA Premier $690,000 – Fű – 32S/32Q/16D                                             | Nagyja Petrova Katarina Srebotnik 6–3, 6–3                       | Monica Niculescu Klára Zakopalová         | Caroline Wozniacki Yanina Wickmayer   | Lucie Šafářová Jekatyerina Makarova Marija Kirilenko Li Na            |
| Június 17          | Topshelf Open ’s-Hertogenbosch, Hollandia WTA International $235,000 – Fű – 32S/16Q/16D                                                | Simona Halep 6–4, 6–2                                            | Kirsten Flipkens                          | Carla Suárez Navarro Garbiñe Muguruza | Leszja Curenko Cvetana Pironkova Urszula Radwańska Dominika Cibulková |
| Június 17          | Topshelf Open ’s-Hertogenbosch, Hollandia WTA International $235,000 – Fű – 32S/16Q/16D                                                | Irina-Camelia Begu Anabel Medina Garrigues 4–6, 7–6(7–3), [11–9] | Dominika Cibulková Arantxa Parra Santonja | Carla Suárez Navarro Garbiñe Muguruza | Leszja Curenko Cvetana Pironkova Urszula Radwańska Dominika Cibulková |
| Június 24 Július 1 | Wimbledoni teniszbajnokság London, Egyesült Királyság Grand Slam $16,775,934 – Fű – 128S/96Q/64D/16Q/48X egyéni – páros – vegyes páros | Marion Bartoli 6–1, 6–4                                          | Sabine Lisicki                            | Agnieszka Radwańska Kirsten Flipkens  | Kaia Kanepi Li Na Sloane Stephens Petra Kvitová                       |
| Június 24 Július 1 | Wimbledoni teniszbajnokság London, Egyesült Királyság Grand Slam $16,775,934 – Fű – 128S/96Q/64D/16Q/48X egyéni – páros – vegyes páros | Hszie Su-vej Peng Suaj 7–6(7–1), 6–1                             | Ashleigh Barty Casey Dellacqua            | Agnieszka Radwańska Kirsten Flipkens  | Kaia Kanepi Li Na Sloane Stephens Petra Kvitová                       |
| Június 24 Július 1 | Wimbledoni teniszbajnokság London, Egyesült Királyság Grand Slam $16,775,934 – Fű – 128S/96Q/64D/16Q/48X egyéni – páros – vegyes páros | Daniel Nestor Kristina Mladenovic 5–7, 6–2, 8–6                  | Bruno Soares Lisa Raymond                 | Agnieszka Radwańska Kirsten Flipkens  | Kaia Kanepi Li Na Sloane Stephens Petra Kvitová                       |

### Július
| Kezdés    | Torna | Bajnokok                                                  | Döntősök                            | Elődöntősök                              | Negyeddöntősök                                                                 |
| --------- | --- | --------------------------------------------------------- | ----------------------------------- | ---------------------------------------- | ------------------------------------------------------------------------------ |
| Július 8  | Budapest Grand Prix Budapest, Magyarország WTA International $235,000 – Salak (vörös) – 32S/0Q/8D                 | Simona Halep 6–3, 6–7(7–9), 6–1                           | Yvonne Meusburger                   | Chanelle Scheepers Alexandra Cadanțu     | Danka Kovinić Annika Beck Babos Tímea Sahar Peér                               |
| Július 8  | Budapest Grand Prix Budapest, Magyarország WTA International $235,000 – Salak (vörös) – 32S/0Q/8D                 | Andrea Hlaváčková Lucie Hradecká 6–4, 6–1                 | Nyina Bratcsikova Ana Tatisvili     | Chanelle Scheepers Alexandra Cadanțu     | Danka Kovinić Annika Beck Babos Tímea Sahar Peér                               |
| Július 8  | Internazionali Femminili di Palermo Palermo, Olaszország WTA International $235,000 – Salak (vörös) – 32S/32Q/16D | Roberta Vinci 6–3, 3–6, 6–3                               | Sara Errani                         | Klára Zakopalová Estrella Cabeza Candela | Sílvia Soler Espinosa Dinah Pfizenmaier Renata Voráčová Lourdes Domínguez Lino |
| Július 8  | Internazionali Femminili di Palermo Palermo, Olaszország WTA International $235,000 – Salak (vörös) – 32S/32Q/16D | Kristina Mladenovic Katarzyna Piter 6–1, 5–7, [10–8]      | Karolína Plíšková Kristýna Plíšková | Klára Zakopalová Estrella Cabeza Candela | Sílvia Soler Espinosa Dinah Pfizenmaier Renata Voráčová Lourdes Domínguez Lino |
| Július 15 | Gastein Ladies Bad Gastein, Ausztria WTA International $235,000 – Salak (vörös) – 32S/32Q/16D                     | Yvonne Meusberger 7–5, 6–2                                | Andrea Hlaváčková                   | Elina Szvitolina Karin Knapp             | Lisa-Maria Moser Patricia Mayr-Achleitner Arantxa Rus Annika Beck              |
| Július 15 | Gastein Ladies Bad Gastein, Ausztria WTA International $235,000 – Salak (vörös) – 32S/32Q/16D                     | Sandra Klemenschits Andreja Klepač 6–1, 6–4               | Kristina Barrois Eléni Danjilídu    | Elina Szvitolina Karin Knapp             | Lisa-Maria Moser Patricia Mayr-Achleitner Arantxa Rus Annika Beck              |
| Július 15 | Swedish Open Båstad, Svédország WTA International $235,000 – Salak (vörös) – 32S/32Q/16D                          | Serena Williams 6–4, 6–1                                  | Johanna Larsson                     | Klára Zakopalová Flavia Pennetta         | Lourdes Domínguez Lino Richèl Hogenkamp Mathilde Johansson Virginie Razzano    |
| Július 15 | Swedish Open Båstad, Svédország WTA International $235,000 – Salak (vörös) – 32S/32Q/16D                          | Anabel Medina Garrigues Klára Zakopalová 6–1, 6–4         | Alexandra Dulgheru Flavia Pennetta  | Klára Zakopalová Flavia Pennetta         | Lourdes Domínguez Lino Richèl Hogenkamp Mathilde Johansson Virginie Razzano    |
| Július 22 | Bank of the West Classic Stanford, Amerikai Egyesült Államok WTA Premier $795,707 – Kemény – 28S/32Q/16D          | Dominika Cibulková 3–6, 6–4, 6–4                          | Agnieszka Radwańska                 | Jamie Hampton Sorana Cîrstea             | Varvara Lepchenko Vera Dusevina Urszula Radwańska Volha Havarcova              |
| Július 22 | Bank of the West Classic Stanford, Amerikai Egyesült Államok WTA Premier $795,707 – Kemény – 28S/32Q/16D          | Raquel Kops-Jones Abigail Spears 6–2, 7–6(7-4)            | Julia Görges Darija Jurak           | Jamie Hampton Sorana Cîrstea             | Varvara Lepchenko Vera Dusevina Urszula Radwańska Volha Havarcova              |
| Július 22 | Baku Cup Baku, Azerbajdzsán WTA International $235,000 – Kemény – 32S/32Q/16D                                     | Elina Szvitolina 6–4, 6–4                                 | Sahar Peér                          | Magda Linette Alexandra Cadanțu          | Unsz Dzsábir Tadeja Majerič Galina Voszkobojeva Donna Vekić                    |
| Július 22 | Baku Cup Baku, Azerbajdzsán WTA International $235,000 – Kemény – 32S/32Q/16D                                     | Irina Burjacsok Okszana Kalasnikova 4–6, 7–6(7–3), [10–4] | Eléni Danjilídu Aleksandra Krunić   | Magda Linette Alexandra Cadanțu          | Unsz Dzsábir Tadeja Majerič Galina Voszkobojeva Donna Vekić                    |
| Július 29 | Southern California Open Carlsbad, Amerikai Egyesült Államok WTA Premier $795,707 – Kemény – 28S/32Q/16D          | Samantha Stosur 6–2, 6–3                                  | Viktorija Azaranka                  | Ana Ivanović Virginie Razzano            | Urszula Radwańska Roberta Vinci Petra Kvitová Agnieszka Radwańska              |
| Július 29 | Southern California Open Carlsbad, Amerikai Egyesült Államok WTA Premier $795,707 – Kemény – 28S/32Q/16D          | Raquel Kops-Jones Abigail Spears 6–4, 6–1                 | Csan Hao-csing Janette Husárová     | Ana Ivanović Virginie Razzano            | Urszula Radwańska Roberta Vinci Petra Kvitová Agnieszka Radwańska              |
| Július 29 | Citi Open Washington, Amerikai Egyesült Államok WTA International $235,000 – Kemény – 32S/16Q/16D                 | Magdaléna Rybáriková 6–4, 7–6(7–2)                        | Andrea Petković                     | Jekatyerina Makarova Alizé Cornet        | Angelique Kerber Monica Niculescu Sorana Cîrstea Paula Ormaechea               |
| Július 29 | Citi Open Washington, Amerikai Egyesült Államok WTA International $235,000 – Kemény – 32S/16Q/16D                 | Aojama Suko Vera Dusevina 6–3, 6–3                        | Eugenie Bouchard Taylor Townsend    | Jekatyerina Makarova Alizé Cornet        | Angelique Kerber Monica Niculescu Sorana Cîrstea Paula Ormaechea               |

### Augusztus
| Kezdés                    | Torna | Bajnokok                                            | Döntősök                                   | Elődöntősök                         | Negyeddöntősök                                                                    |
| ------------------------- | --- | --------------------------------------------------- | ------------------------------------------ | ----------------------------------- | --------------------------------------------------------------------------------- |
| Augusztus 5               | Rogers Cup Toronto, Kanada WTA Premier 5 $2,369,000 – Kemény – 56S/64Q/28D                                                    | Serena Williams 6–2, 6–0                            | Sorana Cîrstea                             | Agnieszka Radwańska Li Na           | Magdaléna Rybáriková Sara Errani Dominika Cibulková Petra Kvitová                 |
| Augusztus 5               | Rogers Cup Toronto, Kanada WTA Premier 5 $2,369,000 – Kemény – 56S/64Q/28D                                                    | Jelena Janković Katarina Srebotnik 5–7, 6–2, [10–6] | Anna-Lena Grönefeld Květa Peschke          | Agnieszka Radwańska Li Na           | Magdaléna Rybáriková Sara Errani Dominika Cibulková Petra Kvitová                 |
| Augusztus 12              | Western & Southern Open Cincinnati, Amerikai Egyesült Államok WTA Premier 5 $2,369,000 – Kemény – 56S/48Q/28D                 | Viktorija Azaranka 2–6, 6–2, 7–6(8–6)               | Serena Williams                            | Li Na Jelena Janković               | Simona Halep Agnieszka Radwańska Roberta Vinci Caroline Wozniacki                 |
| Augusztus 12              | Western & Southern Open Cincinnati, Amerikai Egyesült Államok WTA Premier 5 $2,369,000 – Kemény – 56S/48Q/28D                 | Hszie Su-vej Peng Suaj 2–6, 6–3, [12–10]            | Anna-Lena Grönefeld Květa Peschke          | Li Na Jelena Janković               | Simona Halep Agnieszka Radwańska Roberta Vinci Caroline Wozniacki                 |
| Augusztus 19              | New Haven Open New Haven, Amerikai Egyesült Államok WTA Premier $750,000 – Kemény – 30S/48Q/16D                               | Simona Halep 6–2, 6–2                               | Petra Kvitová                              | Caroline Wozniacki Klára Zakopalová | Jekatyerina Makarova Sloane Stephens Anasztaszija Pavljucsenkova Jelena Vesznyina |
| Augusztus 19              | New Haven Open New Haven, Amerikai Egyesült Államok WTA Premier $750,000 – Kemény – 30S/48Q/16D                               | Szánija Mirza Cseng Csie 6–3, 6–4                   | Anabel Medina Garrigues Katarina Srebotnik | Caroline Wozniacki Klára Zakopalová | Jekatyerina Makarova Sloane Stephens Anasztaszija Pavljucsenkova Jelena Vesznyina |
| Augusztus 26 Szeptember 9 | US Open New York, Amerikai Egyesült Államok Grand Slam $16,102,000 – Kemény – 128S/128Q/64D/32X egyéni – páros – vegyes páros | Serena Williams 7–5, 6–7(6–8), 6–1                  | Viktorija Azaranka                         | Li Na Flavia Pennetta               | Carla Suárez Navarro Jekatyerina Makarova Roberta Vinci Daniela Hantuchová        |
| Augusztus 26 Szeptember 9 | US Open New York, Amerikai Egyesült Államok Grand Slam $16,102,000 – Kemény – 128S/128Q/64D/32X egyéni – páros – vegyes páros | Andrea Hlaváčková Lucie Hradecká 6–7(4–7), 6–1, 6–4 | Ashleigh Barty Casey Dellaqua              | Li Na Flavia Pennetta               | Carla Suárez Navarro Jekatyerina Makarova Roberta Vinci Daniela Hantuchová        |
| Augusztus 26 Szeptember 9 | US Open New York, Amerikai Egyesült Államok Grand Slam $16,102,000 – Kemény – 128S/128Q/64D/32X egyéni – páros – vegyes páros | Andrea Hlaváčková Max Mirni 7–6(7–5), 6–3           | Abigail Spears Santiago González           | Li Na Flavia Pennetta               | Carla Suárez Navarro Jekatyerina Makarova Roberta Vinci Daniela Hantuchová        |

### Szeptember
| Kezdés        | Torna                                                                                               | Bajnokok                                      | Döntősök                             | Elődöntősök                           | Negyeddöntősök                                                            |
| ------------- | --------------------------------------------------------------------------------------------------- | --------------------------------------------- | ------------------------------------ | ------------------------------------- | ------------------------------------------------------------------------- |
| Szeptember 9  | Tashkent Open Taskent, Üzbegisztán WTA International $235,000 – Kemény – 32S/32Q/16D                | Bojana Jovanovski 4–6, 7–5, 7–6(7–3)          | Volha Havarcova                      | María Teresa Torró Flor Mandy Minella | Galina Voszkobojeva Yvonne Meusburger Alexandra Cadanțu Nastassja Burnett |
| Szeptember 9  | Tashkent Open Taskent, Üzbegisztán WTA International $235,000 – Kemény – 32S/32Q/16D                | Babos Tímea Jaroszlava Svedova 6–3, 6–3       | Volha Havarcova Mandy Minella        | María Teresa Torró Flor Mandy Minella | Galina Voszkobojeva Yvonne Meusburger Alexandra Cadanțu Nastassja Burnett |
| Szeptember 9  | Bell Challenge Québec, Kanada WTA International $235,000 – Szőnyeg (f) – 32S/32Q/16D                | Lucie Šafářová 6–4, 6–3                       | Marina Eraković                      | Christina McHale Eugenie Bouchard     | Polona Hercog Ajla Tomljanović Lauren Davis Kristina Mladenovic           |
| Szeptember 9  | Bell Challenge Québec, Kanada WTA International $235,000 – Szőnyeg (f) – 32S/32Q/16D                | Alla Kudrjavceva Anastasia Rodionova 6–4, 6–3 | Andrea Hlaváčková Lucie Hradecká     | Christina McHale Eugenie Bouchard     | Polona Hercog Ajla Tomljanović Lauren Davis Kristina Mladenovic           |
| Szeptember 16 | KDB Korea Open Szöul, Dél-Korea WTA International $500,000 – Kemény – 32S/32Q/16D                   | Agnieszka Radwańska 6–7(6–8), 6–3, 6–4        | Anasztaszija Pavljucsenkova          | Lara Arruabarrena Francesca Schiavone | Vera Dusevina Jang Su-jeong Irina-Camelia Begu Date Kimiko                |
| Szeptember 16 | KDB Korea Open Szöul, Dél-Korea WTA International $500,000 – Kemény – 32S/32Q/16D                   | Csan Csin-vej Hszü Ji-fan 7–5, 6–3            | Raquel Kops-Jones Abigail Spears     | Lara Arruabarrena Francesca Schiavone | Vera Dusevina Jang Su-jeong Irina-Camelia Begu Date Kimiko                |
| Szeptember 16 | Guangzhou International Women’s Open Kanton, Kína WTA International $500,000 – Kemény – 32S/32Q/16D | Csang Suaj 7–6(7–1), 6–1                      | Vania King                           | Cseng Csie Yvonne Meusburger          | Mónica Puig Laura Robson Konta Johanna Alizé Cornet                       |
| Szeptember 16 | Guangzhou International Women’s Open Kanton, Kína WTA International $500,000 – Kemény – 32S/32Q/16D | Hszie Su-vej Peng Suaj 6–3, 4–6, [12–10]      | Vania King Galina Voszkobojeva       | Cseng Csie Yvonne Meusburger          | Mónica Puig Laura Robson Konta Johanna Alizé Cornet                       |
| Szeptember 23 | Toray Pan Pacific Open Tokió, Japán WTA Premier 5 $2,369,000 – Kemény – 56S/32Q/16D                 | Petra Kvitová 6–2, 0–6, 6–3                   | Angelique Kerber                     | Venus Williams Caroline Wozniacki     | Eugenie Bouchard Szvetlana Kuznyecova Lucie Šafářová Agnieszka Radwańska  |
| Szeptember 23 | Toray Pan Pacific Open Tokió, Japán WTA Premier 5 $2,369,000 – Kemény – 56S/32Q/16D                 | Cara Black Szánija Mirza 4–6, 6–0, [11–9]     | Csan Hao-csing Liezel Huber          | Venus Williams Caroline Wozniacki     | Eugenie Bouchard Szvetlana Kuznyecova Lucie Šafářová Agnieszka Radwańska  |
| Szeptember 30 | China Open Peking, Kína WTA Premier Mandatory $5,185,625 – Kemény – 60S/32Q/28D                     | Serena Williams 6–2, 6–2                      | Jelena Janković                      | Agnieszka Radwańska Petra Kvitová     | Caroline Wozniacki Angelique Kerber Li Na Lucie Šafářová                  |
| Szeptember 30 | China Open Peking, Kína WTA Premier Mandatory $5,185,625 – Kemény – 60S/32Q/28D                     | Cara Black Szánija Mirza 6–2, 6–2             | Vera Dusevina Arantxa Parra Santonja | Agnieszka Radwańska Petra Kvitová     | Caroline Wozniacki Angelique Kerber Li Na Lucie Šafářová                  |

### Október
| Kezdés     | Torna                                                                                           | Bajnokok                                              | Döntősök                              | Elődöntősök                                      | Negyeddöntősök |
| ---------- | ----------------------------------------------------------------------------------------------- | ----------------------------------------------------- | ------------------------------------- | ------------------------------------------------ | --- |
| Október 7  | Generali Ladies Linz Linz, Ausztria WTA International $235,000 – Kemény (f) – 32S/32Q/16D       | Angelique Kerber 6–4, 7–6(8–6)                        | Ana Ivanović                          | Stefanie Vögele Carla Suárez Navarro             | Sloane Stephens Dominika Cibulková Kirsten Flipkens Patricia Mayr-Achleitner                                           |
| Október 7  | Generali Ladies Linz Linz, Ausztria WTA International $235,000 – Kemény (f) – 32S/32Q/16D       | Karolína Plíšková Kristýna Plíšková 7–6(8–6), 6–4     | Gabriela Dabrowski Alicja Rosolska    | Stefanie Vögele Carla Suárez Navarro             | Sloane Stephens Dominika Cibulková Kirsten Flipkens Patricia Mayr-Achleitner                                           |
| Október 7  | HP Open Oszaka, Japán WTA International $235,000 – Kemény – 32S/32Q/16D                         | Samantha Stosur 3–6, 7–5, 6–2                         | Eugenie Bouchard                      | Madison Keys Kurumi Nara                         | Cseng Csie Doi Miszaki Barbora Záhlavová-Strýcová Polona Hercog                                                        |
| Október 7  | HP Open Oszaka, Japán WTA International $235,000 – Kemény – 32S/32Q/16D                         | Kristina Mladenovic Flavia Pennetta 6–4, 6–3          | Samantha Stosur Csang Suaj            | Madison Keys Kurumi Nara                         | Cseng Csie Doi Miszaki Barbora Záhlavová-Strýcová Polona Hercog                                                        |
| Október 14 | Kreml Kupa Moszkva , Oroszország WTA Premier $795,000 – Kemény (f) – 28S/32Q/16D                | Simona Halep 7–6(7–1), 6–2                            | Samantha Stosur                       | Anasztaszija Pavljucsenkova Szvetlana Kuznyecova | Daniela Hantuchová Alisza Klejbanova Ana Ivanović Roberta Vinci                                                        |
| Október 14 | Kreml Kupa Moszkva , Oroszország WTA Premier $795,000 – Kemény (f) – 28S/32Q/16D                | Szvetlana Kuznyecova Samantha Stosur 6–1, 1–6, [10–8] | Alla Kudrjavceva Anastasia Rodionova  | Anasztaszija Pavljucsenkova Szvetlana Kuznyecova | Daniela Hantuchová Alisza Klejbanova Ana Ivanović Roberta Vinci                                                        |
| Október 14 | BGL Luxembourg Open Luxembourg, Luxemburg WTA International $235,000 – Kemény (f) – 32S/32Q/16D | Caroline Wozniacki 6–2, 6–2                           | Annika Beck                           | Sabine Lisicki Stefanie Vögele                   | Bojana Jovanovski Karin Knapp Katarzyna Piter Sloane Stephens                                                          |
| Október 14 | BGL Luxembourg Open Luxembourg, Luxemburg WTA International $235,000 – Kemény (f) – 32S/32Q/16D | Stephanie Vogt Yanina Wickmayer 7–6(7–2), 6–4         | Kristina Barrois Laura Thorpe         | Sabine Lisicki Stefanie Vögele                   | Bojana Jovanovski Karin Knapp Katarzyna Piter Sloane Stephens                                                          |
| Október 21 | WTA Finals Isztambul, Törökország Évvégi bajnokság $6,000,000 – Kemény (f) – 8S (RR)/4D         | Serena Williams 2–6, 6–3, 6–0                         | Li Na                                 | Jelena Janković Petra Kvitová                    | Körmérkőzések vesztesei Agnieszka Radwańska Angelique Kerber Viktorija Azaranka Sara Errani                            |
| Október 21 | WTA Finals Isztambul, Törökország Évvégi bajnokság $6,000,000 – Kemény (f) – 8S (RR)/4D         | Hszie Su-vej Peng Suaj 6–4, 7–5                       | Jekatyerina Makarova Jelena Vesznyina | Jelena Janković Petra Kvitová                    | Körmérkőzések vesztesei Agnieszka Radwańska Angelique Kerber Viktorija Azaranka Sara Errani                            |
| Október 28 | WTA Tournament of Champions Szófia, Bulgária Évvégi bajnokság $750,000 – Kemény (f) – 8S        | Simona Halep 2–6, 6–2, 6–2                            | Samantha Stosur                       | Ana Ivanović Anasztaszija Pavljucsenkova         | Körmérkőzés vesztesei Elina Szvitolina Alizé Cornet Jelena Vesznyina Cvetana Pironkova Marija Kirilenko (visszalépett) |
| Október 28 | Fed-kupa döntő Cagliari, Olaszország – Salak (vörös)                                            | Olaszország · 4–0                                     | Oroszország                           |                                                  | |

## Statisztika
Az alábbi táblázat az egyéniben (E), párosban (P) és vegyes párosban (V) elért győzelmek számát mutatja játékosonként, illetve országonként. Az oszlopokban a feltüntetett színekkel vannak elkülönítve egymástól a Grand Slam-tornák, az év végi bajnokságok (WTA Finals és WTA Elite Trophy), a Premier tornák (Premier Mandatory, Premier 5, Premier) és az International tornák.
A játékosok/országok sorrendjét a következők határozzák meg: 1. győzelmek száma (azonos nemzetbeliek által megszerzett páros győzelem csak egyszer számít); 2. torna rangja (a táblázat szerinti sorrendben); 3. versenyszám (egyéni – páros – vegyes páros); 4. ábécésorrend.
| Grand Slam Tornas      |
| Year-end Championships |
| WTA Premier Mandatory  |
| WTA Premier 5          |
| WTA Premier            |
| WTA International      |

### Győzelmek játékosok szerint
| Össz | Játékos                           | E | P | V | E | P | E | P | E | P | E | P | E | P | E  | P | V |
| ---- | --------------------------------- | - | - | - | - | - | - | - | - | - | - | - | - | - | -- | - | - |
| 11   | Serena Williams (USA)             | ● |   |   | ● |   | ● |   | ● |   | ● |   | ● |   | 11 | 0 | 0 |
| 6    | Simona Halep (ROU)                |   |   |   | ● |   |   |   |   |   | ● |   | ● |   | 6  | 0 | 0 |
| 6    | Kristina Mladenovic (FRA)         |   |   | ● |   |   |   |   |   |   |   | ● |   | ● | 0  | 5 | 1 |
| 5    | Peng Suaj (CHN)                   |   | ● |   |   | ● |   |   |   | ● |   |   |   | ● | 0  | 5 | 0 |
| 5    | Hszie Su-vej (TPE)                |   | ● |   |   | ● |   |   |   | ● |   |   |   | ● | 0  | 5 | 0 |
| 5    | Roberta Vinci (ITA)               |   | ● |   |   |   |   |   |   | ● |   | ● | ● |   | 2  | 3 | 0 |
| 5    | Szánija Mirza (IND)               |   |   |   |   |   |   | ● |   | ● |   | ● |   |   | 0  | 5 | 0 |
| 4    | Jelena Vesznyina (RUS)            |   | ● |   |   |   |   | ● |   |   | ● |   | ● |   | 2  | 2 | 0 |
| 4    | Sara Errani (ITA)                 |   | ● |   |   |   |   |   |   | ● |   | ● | ● |   | 1  | 3 | 0 |
| 4    | Katarina Srebotnik (SLO)          |   |   |   |   |   |   | ● |   | ● |   | ● |   |   | 0  | 4 | 0 |
| 4    | Babos Tímea (HUN)                 |   |   |   |   |   |   |   |   |   |   |   |   | ● | 0  | 4 | 0 |
| 3    | Viktorija Azaranka (BLR)          | ● |   |   |   |   |   |   | ● |   |   |   |   |   | 3  | 0 | 0 |
| 3    | Andrea Hlaváčková (CZE)           |   | ● | ● |   |   |   |   |   |   |   |   |   | ● | 0  | 2 | 1 |
| 3    | Lucie Hradecká (CZE)              |   | ● | ● |   |   |   |   |   |   |   |   |   | ● | 0  | 2 | 1 |
| 3    | Cara Black (ZIM)                  |   |   |   |   |   |   | ● |   | ● |   |   |   | ● | 0  | 3 | 0 |
| 3    | Nagyja Petrova (RUS)              |   |   |   |   |   |   | ● |   |   |   | ● |   |   | 0  | 3 | 0 |
| 3    | Lucie Šafářová (CZE)              |   |   |   |   |   |   | ● |   |   |   | ● | ● |   | 1  | 2 | 0 |
| 3    | Anasztaszija Pavljucsenkova (RUS) |   |   |   |   |   |   | ● |   |   |   |   | ● |   | 2  | 1 | 0 |
| 3    | Samantha Stosur (AUS)             |   |   |   |   |   |   |   |   |   | ● | ● | ● |   | 2  | 1 | 0 |
| 3    | Agnieszka Radwańska (POL)         |   |   |   |   |   |   |   |   |   | ● |   | ● |   | 3  | 0 | 0 |
| 3    | Date Kimiko (JPN)                 |   |   |   |   |   |   |   |   |   |   |   |   | ● | 0  | 3 | 0 |
| 3    | Anabel Medina Garrigues (ESP)     |   |   |   |   |   |   |   |   |   |   |   |   | ● | 0  | 3 | 0 |
| 2    | Jekatyerina Makarova (RUS)        |   | ● |   |   |   |   | ● |   |   |   |   |   |   | 0  | 2 | 0 |
| 2    | Marija Sarapova (RUS)             |   |   |   |   |   | ● |   |   |   | ● |   |   |   | 2  | 0 | 0 |
| 2    | Petra Kvitová (CZE)               |   |   |   |   |   |   |   | ● |   | ● |   |   |   | 2  | 0 | 0 |
| 2    | Jelena Janković (SRB)             |   |   |   |   |   |   |   |   | ● |   |   | ● |   | 1  | 1 | 0 |
| 2    | Mona Barthel (GER)                |   |   |   |   |   |   |   |   |   | ● | ● |   |   | 1  | 1 | 0 |
| 2    | Raquel Kops-Jones (USA)           |   |   |   |   |   |   |   |   |   |   | ● |   |   | 0  | 2 | 0 |
| 2    | Bethanie Mattek-Sands (USA)       |   |   |   |   |   |   |   |   |   |   | ● |   |   | 0  | 2 | 0 |
| 2    | Abigail Spears (USA)              |   |   |   |   |   |   |   |   |   |   | ● |   |   | 0  | 2 | 0 |
| 2    | Karolína Plíšková (CZE)           |   |   |   |   |   |   |   |   |   |   |   | ● | ● | 1  | 1 | 0 |
| 2    | Suko Aojama (JPN)                 |   |   |   |   |   |   |   |   |   |   |   |   | ● | 0  | 2 | 0 |
| 2    | Csan Hao-csing (TPE)              |   |   |   |   |   |   |   |   |   |   |   |   | ● | 0  | 2 | 0 |
| 2    | Casey Dellacqua (AUS)             |   |   |   |   |   |   |   |   |   |   |   |   | ● | 0  | 2 | 0 |
| 2    | Lourdes Domínguez Lino (ESP)      |   |   |   |   |   |   |   |   |   |   |   |   | ● | 0  | 2 | 0 |
| 2    | Mandy Minella (LUX)               |   |   |   |   |   |   |   |   |   |   |   |   | ● | 0  | 2 | 0 |
| 2    | Anastasia Rodionova (AUS)         |   |   |   |   |   |   |   |   |   |   |   |   | ● | 0  | 2 | 0 |
| 2    | Jaroszlava Svedova (KAZ)          |   |   |   |   |   |   |   |   |   |   |   |   | ● | 0  | 2 | 0 |
| 1    | Marion Bartoli (FRA)              | ● |   |   |   |   |   |   |   |   |   |   |   |   | 1  | 0 | 0 |
| 1    | Jarmila Gajdošová (AUS)           |   |   | ● |   |   |   |   |   |   |   |   |   |   | 0  | 0 | 1 |
| 1    | Dominika Cibulková (SVK)          |   |   |   |   |   |   |   |   |   | ● |   |   |   | 1  | 0 | 0 |
| 1    | Kaia Kanepi (EST)                 |   |   |   |   |   |   |   |   |   | ● |   |   |   | 1  | 0 | 0 |
| 1    | Anna-Lena Grönefeld (GER)         |   |   |   |   |   |   |   |   |   |   | ● |   |   | 0  | 1 | 0 |
| 1    | Cseng Csie (CHN)                  |   |   |   |   |   |   |   |   |   |   | ● |   |   | 0  | 1 | 0 |
| 1    | Szvetlana Kuznyecova (RUS)        |   |   |   |   |   |   |   |   |   |   | ● |   |   | 0  | 1 | 0 |
| 1    | Sabine Lisicki (GER)              |   |   |   |   |   |   |   |   |   |   | ● |   |   | 0  | 1 | 0 |
| 1    | Květa Peschke (CZE)               |   |   |   |   |   |   |   |   |   |   | ● |   |   | 0  | 1 | 0 |
| 1    | Alizé Cornet (FRA)                |   |   |   |   |   |   |   |   |   |   |   | ● |   | 1  | 0 | 0 |
| 1    | Marina Eraković (NZL)             |   |   |   |   |   |   |   |   |   |   |   | ● |   | 1  | 0 | 0 |
| 1    | Daniela Hantuchová (SVK)          |   |   |   |   |   |   |   |   |   |   |   | ● |   | 1  | 0 | 0 |
| 1    | Bojana Jovanovski (SRB)           |   |   |   |   |   |   |   |   |   |   |   | ● |   | 1  | 0 | 0 |
| 1    | Angelique Kerber (GER)            |   |   |   |   |   |   |   |   |   |   |   | ● |   | 1  | 0 | 0 |
| 1    | Marija Kirilenko (RUS)            |   |   |   |   |   |   |   |   |   |   |   | ● |   | 1  | 0 | 0 |
| 1    | Yvonne Meusburger (AUT)           |   |   |   |   |   |   |   |   |   |   |   | ● |   | 1  | 0 | 0 |
| 1    | Li Na (CHN)                       |   |   |   |   |   |   |   |   |   |   |   | ● |   | 1  | 0 | 0 |
| 1    | Monica Niculescu (ROU)            |   |   |   |   |   |   |   |   |   |   |   | ● |   | 1  | 0 | 0 |
| 1    | Magdaléna Rybáriková (SVK)        |   |   |   |   |   |   |   |   |   |   |   | ● |   | 1  | 0 | 0 |
| 1    | Francesca Schiavone (ITA)         |   |   |   |   |   |   |   |   |   |   |   | ● |   | 1  | 0 | 0 |
| 1    | Csang Suaj (CHN)                  |   |   |   |   |   |   |   |   |   |   |   | ● |   | 1  | 0 | 0 |
| 1    | Elina Szvitolina (UKR)            |   |   |   |   |   |   |   |   |   |   |   | ● |   | 1  | 0 | 0 |
| 1    | Caroline Wozniacki (DEN)          |   |   |   |   |   |   |   |   |   |   |   | ● |   | 1  | 0 | 0 |
| 1    | Lara Arruabarrena (ESP)           |   |   |   |   |   |   |   |   |   |   |   |   | ● | 0  | 1 | 0 |
| 1    | Ashleigh Barty (AUS)              |   |   |   |   |   |   |   |   |   |   |   |   | ● | 0  | 1 | 0 |
| 1    | Irina-Camelia Begu (ROU)          |   |   |   |   |   |   |   |   |   |   |   |   | ● | 0  | 1 | 0 |
| 1    | Irina Burjacsok (UKR)             |   |   |   |   |   |   |   |   |   |   |   |   | ● | 0  | 1 | 0 |
| 1    | Csan Csin-vej (TPE)               |   |   |   |   |   |   |   |   |   |   |   |   | ● | 0  | 1 | 0 |
| 1    | Csan Jung-zsan (TPE)              |   |   |   |   |   |   |   |   |   |   |   |   | ● | 0  | 1 | 0 |
| 1    | Csang Kaj-csen (TPE)              |   |   |   |   |   |   |   |   |   |   |   |   | ● | 0  | 1 | 0 |
| 1    | Vera Dusevina (RUS)               |   |   |   |   |   |   |   |   |   |   |   |   | ● | 0  | 1 | 0 |
| 1    | Okszana Kalasnikova (GEO)         |   |   |   |   |   |   |   |   |   |   |   |   | ● | 0  | 1 | 0 |
| 1    | Sandra Klemenschits (AUT)         |   |   |   |   |   |   |   |   |   |   |   |   | ● | 0  | 1 | 0 |
| 1    | Andreja Klepač (SLO)              |   |   |   |   |   |   |   |   |   |   |   |   | ● | 0  | 1 | 0 |
| 1    | Alla Kudrjavceva (RUS)            |   |   |   |   |   |   |   |   |   |   |   |   | ● | 0  | 1 | 0 |
| 1    | Garbiñe Muguruza (ESP)            |   |   |   |   |   |   |   |   |   |   |   |   | ● | 0  | 1 | 0 |
| 1    | Raluca Olaru (ROU)                |   |   |   |   |   |   |   |   |   |   |   |   | ● | 0  | 1 | 0 |
| 1    | Arantxa Parra Santonja (ESP)      |   |   |   |   |   |   |   |   |   |   |   |   | ● | 0  | 1 | 0 |
| 1    | Flavia Pennetta (ITA)             |   |   |   |   |   |   |   |   |   |   |   |   | ● | 0  | 1 | 0 |
| 1    | Katarzyna Piter (POL)             |   |   |   |   |   |   |   |   |   |   |   |   | ● | 0  | 1 | 0 |
| 1    | Kristýna Plíšková (CZE)           |   |   |   |   |   |   |   |   |   |   |   |   | ● | 0  | 1 | 0 |
| 1    | Chanelle Scheepers (RSA)          |   |   |   |   |   |   |   |   |   |   |   |   | ● | 0  | 1 | 0 |
| 1    | Valerija Szolovjeva (RUS)         |   |   |   |   |   |   |   |   |   |   |   |   | ● | 0  | 1 | 0 |
| 1    | María Teresa Torró Flor (ESP)     |   |   |   |   |   |   |   |   |   |   |   |   | ● | 0  | 1 | 0 |
| 1    | Stephanie Vogt (LIE)              |   |   |   |   |   |   |   |   |   |   |   |   | ● | 0  | 1 | 0 |
| 1    | Galina Voszkobojeva (KAZ)         |   |   |   |   |   |   |   |   |   |   |   |   | ● | 0  | 1 | 0 |
| 1    | Yanina Wickmayer (BEL)            |   |   |   |   |   |   |   |   |   |   |   |   | ● | 0  | 1 | 0 |
| 1    | Hszü Ji-fan (CHN)                 |   |   |   |   |   |   |   |   |   |   |   |   | ● | 0  | 1 | 0 |
| 1    | Klára Zakopalová (CZE)            |   |   |   |   |   |   |   |   |   |   |   |   | ● | 0  | 1 | 0 |

### Győzelmek országonként
| Total | Nation                    | E | P | V | E | P | E | P | E | P | E | P | E | P | E  | P  | V |
| ----- | ------------------------- | - | - | - | - | - | - | - | - | - | - | - | - | - | -- | -- | - |
| 17    | Oroszország               |   | 1 |   |   |   | 1 | 3 |   |   | 2 | 3 | 4 | 3 | 7  | 10 | 0 |
| 15    | Amerikai Egyesült Államok | 2 |   |   | 1 |   | 3 |   | 2 |   | 2 | 4 | 1 |   | 11 | 4  | 0 |
| 13    | Csehország                |   | 1 | 2 |   |   |   | 1 | 1 |   | 1 | 2 | 2 | 3 | 4  | 7  | 2 |
| 10    | Románia                   |   |   |   | 1 |   |   |   |   |   | 2 |   | 5 | 2 | 8  | 2  | 0 |
| 9     | Kína                      |   | 1 |   |   | 1 |   |   |   | 2 |   | 1 | 2 | 2 | 2  | 7  | 0 |
| 9     | Tajvan                    |   | 1 |   |   | 1 |   |   |   | 2 |   |   |   | 5 | 0  | 9  | 0 |
| 8     | Franciaország             | 1 |   | 1 |   |   |   |   |   |   |   | 1 | 1 | 4 | 2  | 5  | 1 |
| 8     | Olaszország               |   | 1 |   |   |   |   |   |   | 1 |   | 1 | 4 | 1 | 4  | 4  | 0 |
| 8     | Ausztrália                |   |   | 1 |   |   |   |   |   |   | 1 | 1 | 1 | 4 | 2  | 5  | 1 |
| 6     | Spanyolország             |   |   |   |   |   |   |   |   |   |   |   |   | 6 | 0  | 6  | 0 |
| 5     | India                     |   |   |   |   |   |   | 1 |   | 1 |   | 3 |   |   | 0  | 5  | 0 |
| 5     | Szlovénia                 |   |   |   |   |   |   | 1 |   | 1 |   | 2 |   | 1 | 0  | 5  | 0 |
| 5     | Japán                     |   |   |   |   |   |   |   |   |   |   |   |   | 5 | 0  | 5  | 0 |
| 4     | Németország               |   |   |   |   |   |   |   |   |   | 1 | 2 | 1 |   | 2  | 2  | 0 |
| 4     | Lengyelország             |   |   |   |   |   |   |   |   |   | 1 |   | 2 | 1 | 3  | 1  | 0 |
| 4     | Magyarország              |   |   |   |   |   |   |   |   |   |   |   |   | 4 | 0  | 4  | 0 |
| 3     | Zimbabwe                  |   |   |   |   |   |   | 1 |   | 1 |   |   |   | 1 | 0  | 3  | 0 |
| 3     | Fehéroroszország          | 1 |   |   |   |   |   |   | 2 |   |   |   |   |   | 3  | 0  | 0 |
| 3     | Szerbia                   |   |   |   |   |   |   |   |   | 1 |   |   | 2 |   | 2  | 1  | 0 |
| 3     | Szlovákia                 |   |   |   |   |   |   |   |   |   | 1 |   | 2 |   | 3  | 0  | 0 |
| 3     | Kazahsztán                |   |   |   |   |   |   |   |   |   |   |   |   | 3 | 0  | 3  | 0 |
| 2     | Ausztria                  |   |   |   |   |   |   |   |   |   |   |   | 1 | 1 | 1  | 1  | 0 |
| 2     | Ukrajna                   |   |   |   |   |   |   |   |   |   |   |   | 1 | 1 | 1  | 1  | 0 |
| 2     | Luxemburg                 |   |   |   |   |   |   |   |   |   |   |   |   | 2 | 0  | 2  | 0 |
| 1     | Észtország                |   |   |   |   |   |   |   |   |   | 1 |   |   |   | 1  | 0  | 0 |
| 1     | Új-Zéland                 |   |   |   |   |   |   |   |   |   |   |   | 1 |   | 1  | 0  | 0 |
| 1     | Dánia                     |   |   |   |   |   |   |   |   |   |   |   | 1 |   | 1  | 0  | 0 |
| 1     | Belgium                   |   |   |   |   |   |   |   |   |   |   |   |   | 1 | 0  | 1  | 0 |
| 1     | Grúzia                    |   |   |   |   |   |   |   |   |   |   |   |   | 1 | 0  | 1  | 0 |
| 1     | Liechtenstein             |   |   |   |   |   |   |   |   |   |   |   |   | 1 | 0  | 1  | 0 |
| 1     | Dél-afrikai Köztársaság   |   |   |   |   |   |   |   |   |   |   |   |   | 1 | 0  | 1  | 0 |

### Első címszerzők
Az alábbi játékosok első tornagyőzelműket szerezték egyéniben, párosban vagy vegyes párosban.
Egyéni
- Marina Eraković – Memphis (U.S. National Indoor Tennis Championships)
- Simona Halep – Nürnberg (Nuremberg Cup)
- Yvonne Meusburger – Bad Gastein (Gastein Ladies)
- Monica Niculescu – Florianópolis (WTA Brasil Open)
- Elina Szvitolina – Baku (Baku Cup)
- Karolína Plíšková – Kuala Lumpur (Malaysian Open)
- Jelena Vesznyina – Hobart (Moorilla Hobart International)
- Csang Suaj - Kanton (Guangzhou International Women’s Open)

Páros
- Lara Arruabarrena Vecino – Katowice (Katowice Open)
- Mona Barthel – Stuttgart (Porsche Tennis Grand Prix)
- Ashleigh Barty – Birmingham (AEGON Classic)
- Csan Csin-vej – Szöul (KDB Korea Open)
- Casey Dellacqua – Pattaja (PTT Pattaya Open)
- Csan Hao-csing – Sencsen (Shenzhen Open)
- Okszana Kalasnikova – Baku (Baku Cup)
- Sandra Klemenschits – Bad Gastein (Gastein Ladies)
- Andreja Klepač – Bad Gastein (Gastein Ladies)
- Mandy Minella – Bogotá (Copa Colsanitas)
- Garbiñe Muguruza – Hobart (Moorilla Hobart International)
- Katarzyna Piter – Palermo (Internazionali Femminili di Palermo)
- Karolína Plíšková – Linz (Generali Ladies Linz)
- Kristýna Plíšková – Linz (Generali Ladies Linz)
- María Teresa Torró Flor – Hobart (Moorilla Hobart International)
- Stephanie Vogt – Luxembourg (BGL Luxembourg Open)
- Yanina Wickmayer – Luxembourg (BGL Luxembourg Open)
- Hszü Ji-fan – Szöul (KDB Korea Open)

Vegyes páros
- Jarmila Gajdošová – Australian Open (2013-as Australian Open – vegyes páros)
- Andrea Hlaváčková – US Open (2013-as US Open – vegyes páros)
- Lucie Hradecká – Roland Garros (2013-as Roland Garros – vegyes páros)
- Kristina Mladenovic – Wimbledon (2013-as wimbledoni teniszbajnokság – vegyes páros)

### Címvédések
Az alábbi játékosok az adott tornán megvédték 2011-ben megszerzett címüket:
Egyéni
- Viktorija Azaranka – Australian Open (2013-as Australian Open – női egyes), Doha (Qatar Total Open)
- Sara Errani – Acapulco (Abierto Mexicano Telcel)
- Magdaléna Rybáriková – Washington (Citi Open)
- Marija Sarapova – Stuttgart (Porsche Tennis Grand Prix)
- Serena Williams – Charleston (Family Circle Cup), Madrid (Madrid Masters), US Open (2013-as US Open – női egyes), WTA Tour Championships

Páros
- Aojama Suko – Washington (Citi Open)
- Irina Burjacsok – Baku (Baku Cup)
- Csang Kaj-csen – Kuala Lumpur (Malaysian Open)
- Raquel Kops-Jones – Carlsbad (Southern California Open)
- Nagyja Petrova – Miami (Miami Masters)
- Lucie Šafářová – Charleston (Family Circle Cup)
- Abigail Spears – Carlsbad (Southern California Open)
- Katarina Srebotnik – Sydney (Apia International Sydney)

## WTA ranglista
A WTA női egyéni világranglista első 20 helyezettje az adott naptári évben szerzett pontszámok alapján. Az arany háttérrel ellátott játékosok kerültek az évvégi világbajnokság résztvevői közé, a kék háttérrel ellátott játékosok voltak a tartalékok. Marija Sarapova sérülés miatt nem indult el.

### Egyéni
| Egyéni race (2013. október 21-én) | Egyéni race (2013. október 21-én) | Egyéni race (2013. október 21-én) | Egyéni race (2013. október 21-én) |
| H.                                | Játékos                           | Pontok                            | Tornák                            |
| --------------------------------- | --------------------------------- | --------------------------------- | --------------------------------- |
| 1                                 | Serena Williams (USA)             | 12040                             | 16(14)                            |
| 2                                 | Viktorija Azaranka (BLR)          | 7676                              | 15(13)                            |
| 3                                 | Marija Sarapova (RUS)             | 5891                              | 13(11)                            |
| 4                                 | Agnieszka Radwańska (POL)         | 5890                              | 20                                |
| 5                                 | Li Na (CHN)                       | 5120                              | 17(14)                            |
| 6                                 | Petra Kvitová (CZE)               | 4370                              | 22                                |
| 7                                 | Sara Errani (ITA)                 | 4190                              | 21                                |
| 8                                 | Jelena Janković (SRB)             | 3860                              | 19                                |
| 9                                 | Angelique Kerber (GER)            | 3715                              | 21                                |
| 10                                | Caroline Wozniacki (DEN)          | 3300                              | 22                                |
| 11                                | Sloane Stephens (USA)             | 3185                              | 20                                |
| 12                                | Marion Bartoli (FRA)              | 3173                              | 17(16)                            |
| 13                                | Roberta Vinci (ITA)               | 3170                              | 24                                |
| 14                                | Sabine Lisicki (GER)              | 2830                              | 18                                |
| 15                                | Simona Halep (ROU)                | 2685                              | 22                                |
| 16                                | Carla Suárez Navarro (ESP)        | 2665                              | 24                                |
| 17                                | Marija Kirilenko (RUS)            | 2640                              | 17                                |
| 18                                | Ana Ivanović (SRB)                | 2476                              | 19                                |
| 19                                | Kirsten Flipkens (BEL)            | 2455                              | 21(20)                            |
| 20                                | Sorana Cîrstea (ROU)              | 2170                              | 25                                |

| 1  | Serena Williams (USA)      | 13260 | 17 | 3  | 1  | 3  | 2  |
| 2  | Viktorija Azaranka (BLR)   | 8046  | 16 | 1  | 1  | 3  | 1  |
| 3  | Li Na (CHN)                | 6045  | 18 | 7  | 3  | 6  | 4  |
| 4  | Marija Sarapova (RUS)      | 5891  | 15 | 2  | 2  | 4  | 2  |
| 5  | Agnieszka Radwańska (POL)  | 5875  | 21 | 4  | 4  | 5  | 1  |
| 6  | Petra Kvitová (CZE)        | 4775  | 23 | 8  | 6  | 11 | 2  |
| 7  | Sara Errani (ITA)          | 4435  | 22 | 6  | 5  | 8  | 1  |
| 8  | Jelena Janković (SRB)      | 4170  | 20 | 22 | 8  | 26 | 14 |
| 9  | Angelique Kerber (GER)     | 3965  | 23 | 5  | 5  | 10 | 4  |
| 10 | Caroline Wozniacki (DEN)   | 3520  | 23 | 10 | 8  | 11 | =  |
| 11 | Simona Halep (ROU)         | 3335  | 24 | 47 | 11 | 65 | 36 |
| 12 | Sloane Stephens (USA)      | 3185  | 22 | 38 | 11 | 38 | 26 |
| 13 | Marion Bartoli (FRA)       | 3172  | 18 | 11 | 7  | 15 | 2  |
| 14 | Roberta Vinci (ITA)        | 3170  | 25 | 16 | 11 | 17 | 2  |
| 15 | Sabine Lisicki (GER)       | 2920  | 20 | 37 | 14 | 52 | 22 |
| 16 | Ana Ivanović (SRB)         | 2850  | 22 | 13 | 12 | 17 | 3  |
| 17 | Carla Suárez Navarro (ESP) | 2735  | 26 | 34 | 14 | 34 | 17 |
| 18 | Samantha Stosur (AUS)      | 2675  | 24 | 9  | 9  | 20 | 9  |
| 19 | Marija Kirilenko (RUS)     | 2640  | 19 | 14 | 10 | 20 | 5  |
| 20 | Kirsten Flipkens (BEL)     | 2495  | 23 | 54 | 13 | 54 | 34 |

| Egyéni race (2013. október 21-én) | Egyéni race (2013. október 21-én) | Egyéni race (2013. október 21-én) | Egyéni race (2013. október 21-én) |
| H.                                | Játékos                           | Pontok                            | Tornák                            |
| --------------------------------- | --------------------------------- | --------------------------------- | --------------------------------- |
| 1                                 | Serena Williams (USA)             | 12040                             | 16(14)                            |
| 2                                 | Viktorija Azaranka (BLR)          | 7676                              | 15(13)                            |
| 3                                 | Marija Sarapova (RUS)             | 5891                              | 13(11)                            |
| 4                                 | Agnieszka Radwańska (POL)         | 5890                              | 20                                |
| 5                                 | Li Na (CHN)                       | 5120                              | 17(14)                            |
| 6                                 | Petra Kvitová (CZE)               | 4370                              | 22                                |
| 7                                 | Sara Errani (ITA)                 | 4190                              | 21                                |
| 8                                 | Jelena Janković (SRB)             | 3860                              | 19                                |
| 9                                 | Angelique Kerber (GER)            | 3715                              | 21                                |
| 10                                | Caroline Wozniacki (DEN)          | 3300                              | 22                                |
| 11                                | Sloane Stephens (USA)             | 3185                              | 20                                |
| 12                                | Marion Bartoli (FRA)              | 3173                              | 17(16)                            |
| 13                                | Roberta Vinci (ITA)               | 3170                              | 24                                |
| 14                                | Sabine Lisicki (GER)              | 2830                              | 18                                |
| 15                                | Simona Halep (ROU)                | 2685                              | 22                                |
| 16                                | Carla Suárez Navarro (ESP)        | 2665                              | 24                                |
| 17                                | Marija Kirilenko (RUS)            | 2640                              | 17                                |
| 18                                | Ana Ivanović (SRB)                | 2476                              | 19                                |
| 19                                | Kirsten Flipkens (BEL)            | 2455                              | 21(20)                            |
| 20                                | Sorana Cîrstea (ROU)              | 2170                              | 25                                |

| 1  | Serena Williams (USA)      | 13260 | 17 | 3  | 1  | 3  | 2  |
| 2  | Viktorija Azaranka (BLR)   | 8046  | 16 | 1  | 1  | 3  | 1  |
| 3  | Li Na (CHN)                | 6045  | 18 | 7  | 3  | 6  | 4  |
| 4  | Marija Sarapova (RUS)      | 5891  | 15 | 2  | 2  | 4  | 2  |
| 5  | Agnieszka Radwańska (POL)  | 5875  | 21 | 4  | 4  | 5  | 1  |
| 6  | Petra Kvitová (CZE)        | 4775  | 23 | 8  | 6  | 11 | 2  |
| 7  | Sara Errani (ITA)          | 4435  | 22 | 6  | 5  | 8  | 1  |
| 8  | Jelena Janković (SRB)      | 4170  | 20 | 22 | 8  | 26 | 14 |
| 9  | Angelique Kerber (GER)     | 3965  | 23 | 5  | 5  | 10 | 4  |
| 10 | Caroline Wozniacki (DEN)   | 3520  | 23 | 10 | 8  | 11 | =  |
| 11 | Simona Halep (ROU)         | 3335  | 24 | 47 | 11 | 65 | 36 |
| 12 | Sloane Stephens (USA)      | 3185  | 22 | 38 | 11 | 38 | 26 |
| 13 | Marion Bartoli (FRA)       | 3172  | 18 | 11 | 7  | 15 | 2  |
| 14 | Roberta Vinci (ITA)        | 3170  | 25 | 16 | 11 | 17 | 2  |
| 15 | Sabine Lisicki (GER)       | 2920  | 20 | 37 | 14 | 52 | 22 |
| 16 | Ana Ivanović (SRB)         | 2850  | 22 | 13 | 12 | 17 | 3  |
| 17 | Carla Suárez Navarro (ESP) | 2735  | 26 | 34 | 14 | 34 | 17 |
| 18 | Samantha Stosur (AUS)      | 2675  | 24 | 9  | 9  | 20 | 9  |
| 19 | Marija Kirilenko (RUS)     | 2640  | 19 | 14 | 10 | 20 | 5  |
| 20 | Kirsten Flipkens (BEL)     | 2495  | 23 | 54 | 13 | 54 | 34 |

## Pénzdíjazás szerinti lista
| #                                                      | Játékos                   | Egyéni     | Páros   | Vegyes | Bónusz  | Összesen                |
| ------------------------------------------------------ | ------------------------- | ---------- | ------- | ------ | ------- | ----------------------- |
| 1                                                      | Serena Williams (USA)     | 11 995 654 | 89 918  | 0      | 300 000 | 12 385 572              |
| 2                                                      | Viktorija Azaranka (BLR)  | 6 097 165  | 0       | 0      | 400 000 | 6 497 165               |
| 3                                                      | Li Na (CHN)               | 3 982 485  | 0       | 0      | 0       | 3 982 485 align=right\| |
| 4                                                      | Marija Sarapova (RUS)     | 3 544 222  | 0       | 0      | 0       | 3 544 222               |
| 6                                                      | Agnieszka Radwańska (POL) | 2 593 332  | 0       | 0      | 525 000 | 3 118 332               |
| 7                                                      | Sara Errani (ITA)         | 1 958 890  | 665 102 | 0      | 450 000 | 3 073 992               |
| 5                                                      | Marion Bartoli (FRA)      | 2 889 097  | 0       | 1035   | 0       | 2 890 132               |
| 8                                                      | Petra Kvitová (CZE)       | 2 531 403  | 22 071  | 0      | 300 000 | 2 853 474               |
| 9                                                      | Angelique Kerber (GER)    | 1 660 150  | 29 208  | 0      | 450 000 | 2 139 358               |
| 10                                                     | Jelena Janković (SRB)     | 1 831 399  | 194 491 | 4459   | 0       | 2 030 349               |
| az összegek US$ -ban 2013. december 2-ai állapot [ 8 ] |                           |            |         |        |         |                         |

## Visszavonulók
Az alábbiakban a 2014-es szezonban visszavonult vagy inaktívvá vált (52 hete nem vett részt WTA-tornán), a világranglistán egyéniben vagy párosban a legjobb százban található játékosok nevei és pályafutásuk rövid összefoglalója olvasható:
- Elena Baltacha (Kijev, Ukrajna, Szovjetunió, 1983. augusztus 14.) 1997-ben lépett a hivatásos teniszezők közé. Legjbb világranglista-helyezése a 49. volt 2010. szeptemberben. Pályafutása során WTA-tornát nem nyert, de 11 egyéni és 4 páros ITF-tornagyőzelmet aratott. A Grand Slam-tornákon a legjobb eredménye a 3. kör volt, amelyet a 2005-ös Australian Openen, a 2010-es Australian Openen, valamint a 2002-es wimbledoni teniszbajnokságon sikerült elérnie. Visszavonulását 2013. novemberben a szezon végén jelentette be.
- Marion Bartoli ( Le Puy-en-Velay, Franciaország, 1984. október 2.) 2000. februárban lépett a profi teniszezők táborába. Legjobb világranglista-helyezése a 7. hely volt több alkalommal, amelyet először 2012. januárban ért el. Kétszer (2007-ben és 2011-ben) volt az évvégi világbajnokság résztvevője. Pályafutása során nyolc egyéni WTA-tornagyőzelmet aratott, melyek közül kiemelkedik a 2013-as wimbledoni teniszbajnokságon elért győzelme. Ezen kívül még egy alkalommal szerepelt Grand Slam-torna döntőjében, 2007-ben Wimbledonban, akkor azonban vereséget szenvedett Venus Williamstől. Párosban három WTA-tornagyőzelmet aratott, és a legjobb világranglista-helyezése a 14. volt 2004-ben. Visszavonulását 2013- augusztusban jelentette be, hat héttel wimbledoni tornagyőzelme után, amikor a világranglistán a 7. helyen állt.
- Yayuk Basuki (Yogyakarta, Indonézia, 1970. november 30.), 1990-től volt profi teniszező. Legjobb világranglista-helyezése egyéniben a 19., párosban a 9. volt. A Grand Slam-tornákon a legjobb eredményét egyéniben 1997-ben Wimbledonban érte el, amikor a negyeddöntőbe jutott, párosban 1993-ban a US Openen az elődöntőben játszott. Vegyes párosban két alkalommal jutott a negyeddöntőbe, az 1995-ös Roland Garroson és az 1997-es wimbledoni teniszbajnokságon. 2013-ban 42 éves korában vonult vissza.
- Séverine Beltrame (Montpellier, Franciaország, 1979. augusztus 14.), egy ideig Séverine Brémond néven versenyzett. 2002-től volt profi teniszező. Legjobb egyéni világranglista-helyezése a 34. volt 2007. februárban. Pályafutása során nem nyert WTA-tornát, de a 2006-os wimbledoni teniszbajnokságon a kvalifikációból feljutva a negyeddöntőig, a US Openen a negyedik körig jutott. Visszavonulását a 2013-as Roland Garroson jelentette be.
- Anna Csakvetadze (Moszkva , Oroszország, 1987. március 5.) 2003-ban lépett a hivatásos teniszezők közé. Pályafutása során nyolc egyéni WTA-tornagyőzelmet aratott, köztük egy Tier I kategóriájú versenyt, a Kreml Kupát Moszkvában 2006-ban. A Grand Slam-tornákon legjobb eredményét a 2007-es US Openen érte el, amikor az elődöntőbe jutott, s ezzel érte el legjobb világranglista-helyezését is, amikor e torna után az 5. helyre került. Emellett 2007-ben negyeddöntős volt az Australian Openen és a Roland Garroson is. Ezekkel az eredményekkel 2007-ben kvalifikálta magát az évvégi világbajnokságra, a WTA Tour Championships versenyre, ahol az elődöntőbe jutott, és ott szenvedett vereséget Marija Sarapovától. Formája azt követően fokozatosan hanyatlott, hogy 2007. decemberben otthonában rablótámadás érte, melynek során apját megverték és jelentős értéket raboltak el tőlük. 2009-ben már kiesett a Top50-ből, majd sérülések és betegség is közrejátszott abban, hogy 2011-ben a Top100-ból is. 2012-ben visszatért, de sérülései miatt 2013. szeptemberben bejelentette visszavonulását.
- Jill Craybas (Providence, USA, 1974. július 4.) 1996-tól volt hivatásos teniszező. Pályafutása során a legjobb világranglista-helyezése egyéniben a 39., párosban a 41. volt. 2000 és 2011 között 45 egymás utáni Grand Slam-torna főtábláján játszott, amelyek a legjobb eredményt a 2005-ös wimbledoni teniszbajnokságon érte el, miután Marion Bartolit és Serena Williamst is legyőzve a negyedik körig jutott. Pályafutása során egy egyéni és öt páros WTA-tornagyőzelmet aratott. Visszavonulását a 2013-as US Open után 39 éves korában jelentette be.
- Carly Gullickson (Cincinnati, Ohio, USA, 1986. november 26.), 2003-tól volt profi teniszező.A 2009-es US Openen vegyes párosban tornagyőzelmet szerzett. Legjobb világranglista-helyezése egyéniben 2009. júliusban a 123., párosban 2006. áprilisban az 52. volt. 2013-ban, 27 éves korában vonult vissza.
- Anne Keothavong (Hackney, Egyesült Királyság, 1983. szeptember 16.), 2001-ben lépett a hivatásos teniszezők közé. 20 egyéni és 8 páros ITF-tornagyőzelmet, emellett egy páros WTA-tornagyőzelmet szerzett 2013-ban. Legjobb világranglista-helyezése egyéniben a 48. (2009. februárban), párosban a 94. volt 2011-ben. A Grand Slam-tornákon a legjobb eredménye a 2008-as US Openen elért harmadik kör volt. A brit olimpiai válogatott tagja volt a 2012. évi nyári olimpiai játékokon. Az angol Fed-kupa csapatban 2011−2013 között szerepelt. 2013. júliusban 29 éves korában jelentette be visszavonulását.
- Nuria Llagostera Vives (Mallorca, Spanyolország , 1980. május 16.), 1996 óta volt profi teniszjátékos.Legjobb világranglista-helyezése egyéniben a 35. hely (2005. június), párosban az 5. helyezés volt 2009-ben. Két egyéni és 16 páros WTA-tornát nyert meg. A Grand Slam-tornákon a legjobb eredményét párosban érte el, ebben háromszor jutott elődöntőbe: a 2010-es Roland Garroson és a 2012-es Roland Garroson, valamint a US Openen. 2009-ben párosban megnyerte az évvégi világbajnokságot. 2005−2013 között a spanyol Fed-kupa csapatának tagja volt, amelyben 16 alkalommal szerepelt. Visszavonulását 2013. november 20-án, 33 éves korában jelentette be, miután kétéves eltiltást kapott tiltott szer használata miatt.
- Rebecca Marino (Toronto, Kanada, 1990. december 16.), 2008-ban lépett a profi teniszezők közé. Legjobb világranglista-helyezését, a 38. helyet 2011-ben érte el. Pályafutása során egyéniben egy WTA- és öt ITF- tornagyőzelmet szerzett. 2012 elején szüneteltette, majd 2013. februárban 22 éves korában véglegesen befejezte profi pályafutását.
- Marosi Katalin (Gyergyószentmiklós, Románia, 1979. november 12.), 1995-től volt profi teniszező. Legjobb világranglista helyezése egyéniben a 2000. májusban elért 101. hely, párosban a 2013. februárban elért 38. helyezés. Háromszor játszott párosban WTA-döntőt, de mindhárom alkalommal vesztett. Pályafutása során 15 egyéni és 31 páros ITF-tornagyőzelmet szerzett. Visszavonulására a 2013. évi szezon végén került sor.[9]
- Zuzana Ondrášková (Opava, Csehszlovákia, 1980. május 3.), 1995-től volt hivatásos teniszező. Legjobb egyéni világranglista-helyezése a 74. volt 2004. februárban. Pályafutása során húsz egyéni ITF-tornagyőzelmet szerzett. 2013 elején, 33 éves korában jelentette be visszavonulását.
- Ahsha Rolle (Miami, USA, 1985. március 21.), 2004-től volt profi teniszjátékos. Legjobb világranglista-helyezése egyéniben a 82. 2007. szeptemberben, párosban a 111. 2011. októberben. A 2007-es US Openen szabadkártyával indulva legyőzte a 17. kiemelt Tatiana Golovin, és a második körben Karin Knappot. A harmadik körben Gyinara Szafina ütötte el a továbbjutástól. Sorozatos sérülések miatt 2013-ban, 28 éves korában vonult vissza.
- Anastasija Sevastova (Liepāja, Lettország, 1990. április 13.), 2006-tól volt profi teniszező. Legjobb világranglista-helyezését 2011. januárban érte el, amikor a 36. helyen állt. A Grand Slamtornákon legjobb eredményét a 2011-es Australian Openen érte el, amikor a negyedik körben a világelső Caroline Wozniacki ütötte el a továbbjutástól. Pályafutása során egy WA-tornagyőzelmet szerzett. 2013. májusban jelentette be visszavonulását egy 2011 óta tartó sérülése miatt.
- Melanie South (Kingston upon Thames kerület, Egyesült Királyság, 1986. május 3.), 2004-ben lépett a hivatásos teniszezők közé. Legjobb egyéni világranglista-helyezését 2009. februárban érte el, amikor a 99. volt. Párosban 2009. márciusban a 120. helyen állt. Pályafutása során hat ITF-tornagyőzelmet szerzett. 2013. decemberben 27 éves korában vonult vissza.
- Szávay Ágnes (Kiskunhalas, 1988. december 29.), 2004-ben lépett a profi teniszezők táborába. Legjobb egyéni világranglista-helyezése a 2008-ban elért 13. helyezés volt. Öt egyéni WTA-tornagyőzelmet szerzett, melyek közül az egyik egy Tier 2 kategóriájú verseny volt. A 2007-es US Openen a negyeddöntőbe jutott. Párosban két WTA-tornagyőzelmet szerzett, és a 2007-es US Openen az elődöntőbe jutott. A legjobb páros világranglista-helyezése a 22. volt 2007-ben. Ugyanebben az évben megkapta a WTA Newcomer of the year (az Év felfedezettje) díját. Sérülése miatt 24 éves korában kényszerült visszavonulni a profi pályafutástól.

## Visszatérők
Az alábbi, korábban visszavonult játékosok 2014-ben visszatértek.
- Martina Hingis (Kassa, Csehszlovákia, 1980. szeptember 30.), 1994-ben lépett a profi teniszezők táborába. Egyéniben és párosban is világelső volt. 15-szörös Grand Slam-tornagyőztes (5 egyéni, 9 páros és 1 vegyes páros). 43 egyéni és 37 páros tornagyőzelmet szerzett. Először 2002-ben vonult vissza, majd 2006-ban reaktiválta magát. 2007-ben is visszavonult, de 2013-ban ismét visszatért, de csak páros versenyeken játszik.

## Díjazottak
A WTA Awards 2013. évi díjazottai a különböző kategóriákban.
| A díjazottak listája |
| --- |
| - Az év játékosa – Serena Williams - Az év párosa – Sara Errani és Roberta Vinci - A legtöbbet fejlődött játékos – Simona Halep - Az év visszatérő játékosa – Alisza Klejbanova - Az év felfedezettje – Eugenie Bouchard - Diamond Aces – Viktorija Azaranka - Az év kedvenc játékosa szurkolói díj – Agnieszka Radwańska - Az év kedvenc párosa szurkolói díj – Jekatyerina Makarova és Jelena Vesznyina - Kedvenc twitter-oldal szurkolói díj – Marija Sarapova () - Kedvenc facebook-oldal szurkolói díj – Marija Sarapova () - Kedvenc videó szurkolói díj – 40 LOVE Story Episode 10 () - Kedvenc WTA élő show szurkolói díj – Cincinnati () - Az év ütése szurkolói díj – Agnieszka Radwańska (Miami 2013 negyeddöntő) () - Az év mérkőzése szurkolói díj – Serena Williams vs. Caroline Wozniacki, WTA Finals - Az év Grand Slam mérkőzése szurkolói díj – Marija Sarapova− Viktorija Azaranka (2013-as Roland Garros – női egyes elődöntő) () |